# 阿列克谢·切尔尼亚克
阿列克谢·尤里耶维奇·切尔尼亚克（羅馬化：Aleksey Yur'yevich Chernyak；1973年8月27日—）是俄罗斯政治人物，第八届国家杜马议员。
2014年俄罗斯占领克里米亚后，切尔尼亚克加入统一俄罗斯党。2014年至2021年，他担任第一届和第二届克里米亚国家议会议员。2021年至2022年，他担任第八届国家杜马议员。

## 制裁
切尔尼亚克于2022年因俄乌战争而受到英国政府制裁。